# 얀자나프
얀자나프는 몬스터헌터에 나오는 몬스터 입으로 후보자의 첫번째 장벽이다. 그리고 얀자나프는 토비카가치 다음으로 나오는 몬스터 입으로 세력다툼(싸움)이 많은 몬스터이기 때문에 잘 이용해야 한다. 그리고 궁국기가 있기 때문에 맞으면 한방으로 조심해야한다. 부위파괴가 앞다리, 머리, 꼬리가 부위파괴가 됨으로 앞다리는 좀 딱딱하고 머리, 꼬리가 데미지가 잘 들어가기 때문에 꼬리 즉 머리만 노려야 한다. 하지만 꼬리는 맞우기 힘들고 다리 즉 앞다리를 노려야 잘 넘어진다.